# Chrysochloris stuhlmanni
Chrysochloris stuhlmanni é uma espécie de mamífero da família Chrysochloridae. Pode ser encontrada em: Camarões, República Democrática do Congo, Uganda, Quênia, Burundi, Ruanda, e Tanzânia.